# 臺灣美國無線電公司污染案
24°59′07.68″N 121°16′44.46″E / 24.9854667°N 121.2790167°E
臺灣美國無線電公司污染案，又稱RCA事件、RCA污染事件或RCA污染案，是一件發生於台灣桃園縣桃園市（今桃園市桃園區）的土壤污染及地下水污染公害事件。1994年RCA桃園廠被揭發長期挖井傾倒有機溶劑等有毒廢料，主要之污染物為1,1-二氯乙烷、1,1-二氯乙烯、四氯乙烯、1,1,1-三氯乙烷、三氯乙烯等當時電子業常使用的具有揮發性之含氯有機化合物。事件導致原RCA桃園廠員工及廠址附近居民罹患癌症或死亡，事後法院判處賠償金額以億元計。

## 背景

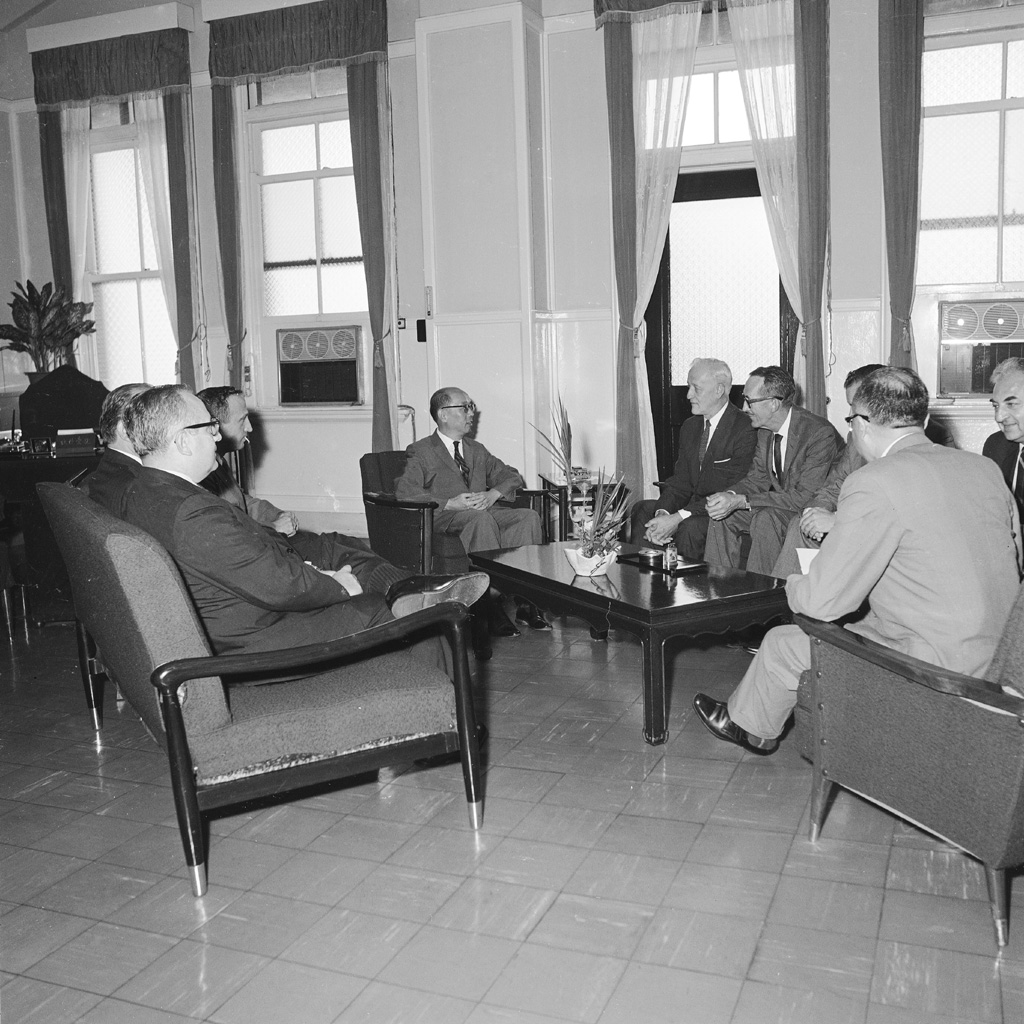
RCA拜會時任行政院院長嚴家淦討論在台設廠事宜，攝於1966年。

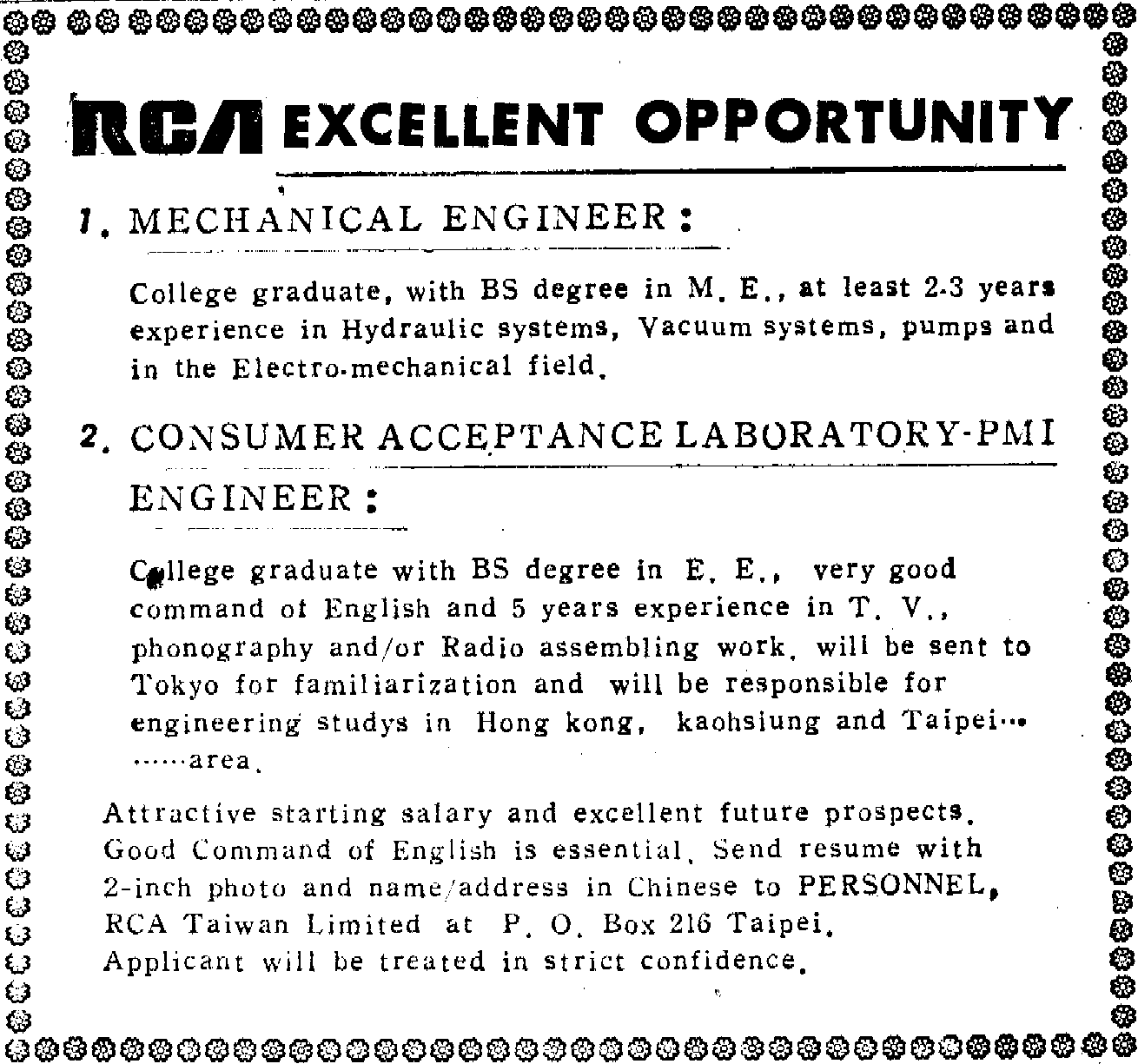
RCA在《中央日報》1969年12月27日第6版刊登的招聘廣告。

美國無線電公司，簡稱RCA，曾經是美國家電第一品牌，生產電視機、映像管、錄放影機、音響等產品。在台灣經濟起飛時期的1970年至1992年期間，RCA在台灣設立子公司「台灣美國無線電股份有限公司」（RCA Taiwan Limited），並在桃園、竹北、宜蘭等地設廠。1970年，RCA於桃園縣桃園市中山路、文中路與富裕街之間設置桃園廠為總廠，生產電子產品、電器產品、電視機之電腦選擇器，廠房占地約7.2公頃。1986年，RCA被奇異公司併購，繼續生產電視機之電腦選擇器。1988年，法國湯姆笙公司（Thomson Consumer Electronics，TCE）從奇異公司取得RCA桃園廠之產權。1991年，湯姆笙公司發現，RCA桃園廠有機化學廢料排入廠區造成污染。1992年，湯姆笙關閉RCA桃園廠。1992年3月，湯姆笙將RCA桃園廠廠區土地所有權出售予宏億建設，宏億建設準備將此地開發成購物中心。

## 污染事件曝光
1994年6月1日，時任新黨立法委員、前行政院環境保護署（環保署）署長趙少康召開記者會，舉發RCA桃園廠長期挖井傾倒有機溶劑等有毒廢料，導致廠區之土壤及地下水遭受嚴重污染。環保署隨即於6月2日委由具有美國超級基金（Superfund）法律實務經驗之大同工學院教授丁力行率隊進入場址配合業者進行調查蒐證工作，經由現場具體證據證實該廠土壤及地下水確實存在污染之疑慮。環保署隨後成立調查專案小組，函知內政部暫停該廠址之土地變更用途。6月2日，丁力行要求、並取得業者代表Rip Dyer之同意，自隔日起由業者緊急供應居民瓶裝水及接裝自來水，請當地里長及主管單位向居民持續宣導自即日起切勿使用地下水，以降低可能的健康風險。
環保署同時成立監督小組，要求RCA、奇異公司及湯姆笙公司儘速移除污染源，並監督污染調查工作。環保署委託工業技術研究院調查RCA桃園廠附近民井地下水質，發現主要之污染物為1,1-二氯乙烷、1,1-二氯乙烯、四氯乙烯、1,1,1-三氯乙烷、三氯乙烯等當時電子業常使用的具有揮發性之含氯有機化合物。

## 土壤及地下水污染控制與整治
1995年5月29日，宏億建設表示，已準備妥當充分資料，將於美國時間本月30日委託律師在湯姆笙公司註冊所在地的美國德拉威爾州提起訴訟，控告湯姆笙公司詐欺等罪名。
1996年，在環保署的壓力下，奇異公司與湯姆笙公司進行RCA桃園廠廠址污染調查，花費新台幣2億多元進行土壤整治。1997年，RCA桃園廠廠址完成土壤整治，然而奇異公司表示無法整治已遭受污染的地下水。根據奇異公司於1998年提出的報告，RCA桃園廠廠址污染整治達到核定之基準有困難，意即地下水污染仍未解決。由於RCA當年故意將桃園廠生產過程中產生之具汙染性的有機溶劑以非法秘密方式直接打入自行開挖的水井中，並且在水井內鋪上沙土以吸收污染物，使環保署當初稽查時無法發現污染；而且由於上述污染物與地下水並不互溶，因此會隨著水流緩慢擴散，造成廠址之地下水永久性污染而難以復原。
1998年，宏億建設提出RCA桃園廠廠址變更開發申請，環保署環境影響評估審查委員會審查結論公告「有條件通過環境影響評估審查」，結論包括「本基地之污染地區污染物未清除（完成整治）前，不得申請建造執照」、「本基地污染地區不得興建建築物」等9項決議。
1998年10月，監察院提出的糾正案指出：1975年至1991年間，行政院勞工委員會（勞委會）曾對RCA進行8次勞動檢查，發現RCA違反《有機溶劑中毒預防規則》、《勞工健康管理規則》和《勞工安全衛生規則》，但僅以公文要求RCA改善，既無罰則、也沒有追蹤列管，未善盡保護勞工之責；此外，勞委會、環保署、行政院衛生署基於分工，各自為政，未積極就化學物質影響、罹癌員工醫療救助與法律補償協助等方面建立處理與補償機制，確有不當。
1999年，行政院成立「RCA行政院跨部會專案小組」，由行政院政務委員黃大洲主持，整合勞委會、衛生署、環保署、法務部、經濟部等相關單位；並持續邀請受害者參與，協助處理全民健康保險給付、健康檢查追蹤、RCA桃園廠廠址污染等事項。但2000年第一次張俊雄內閣期間，行政院撤銷此專案小組。
2000年1月，宏億建設提出RCA桃園廠廠址地下水污染來源控制、應變及管理計畫，擬對汙染源區四周施作連續壁工程阻絕擴散，並以加強生物處理方式進行整治；該計畫獲得環保署審核通過，但宏億建設因財務狀況不佳而未進行整治工作。
2001年11月，湯姆笙公司向經濟部投資審議委員會申請撤資，投審會決議「應就公司原場址所發生之環境保護、勞工、居民健康及廠址土地買受人權益問題先解決，本案未便同意」。 
2002年4月26日，桃園縣政府依照《土壤及地下水污染整治法》，將RCA原桃園廠公告為「污染控制場址」。2004年3月19日，環保署依據桃園縣政府初步評估結果，確認RCA原桃園廠地下水已達地下水污染管制標準後，公告RCA原桃園廠為「地下水污染整治場址」。
2005年7月4日，環保署表示，確認RCA原桃園廠汙染案的法定「污染行為人」是最初在台灣設廠的RCA，RCA應負起整治責任；由於RCA在國內還有資產，環保署評估未來整治及求償不需要提起國際訴訟，環保署會與投審會密切注意RCA資產移動。

## 受害員工

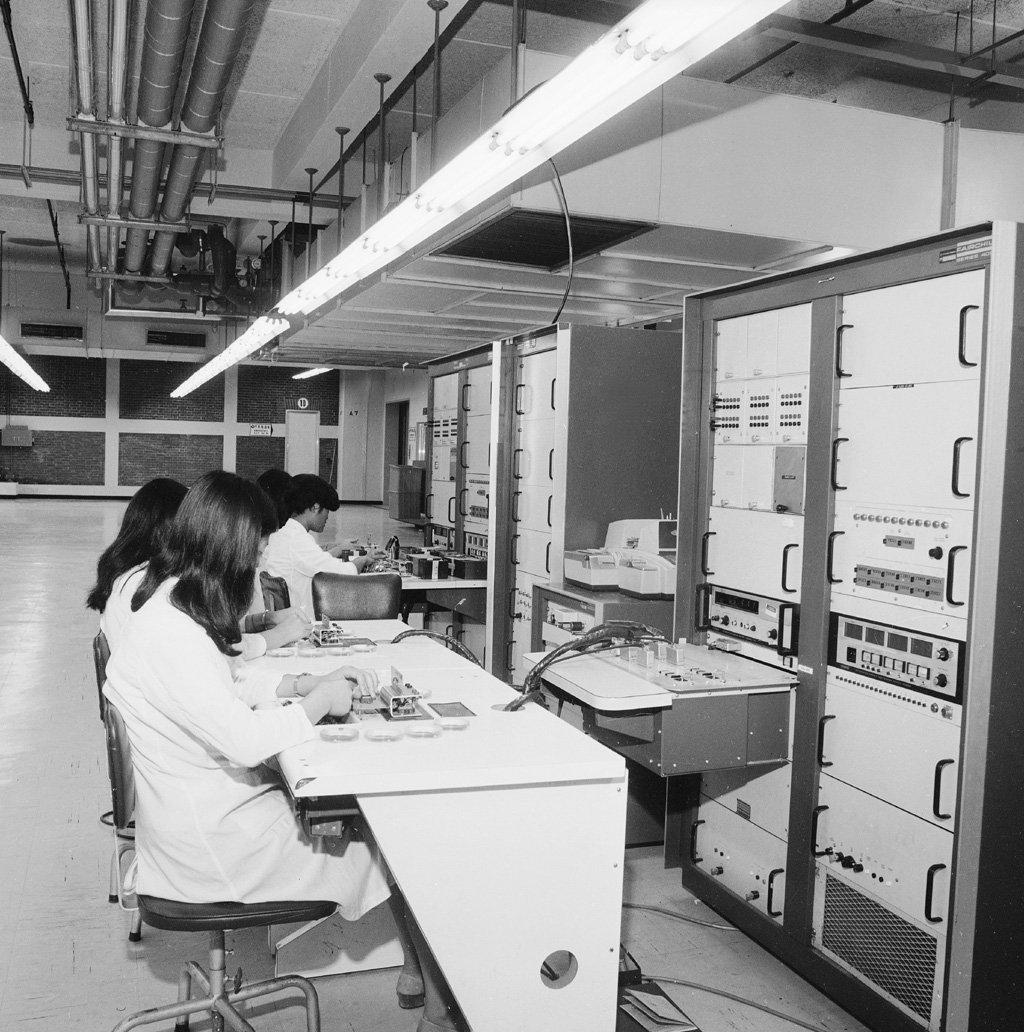
RCA電子廠工作人員正在操作相關儀器設備，攝於1970年。

### 受害原因
經過台灣多位學者研究，RCA桃園廠污染場址之各種污染物，確實有相當高的機率導致癌症或影響健康。由於RCA桃園廠許多受僱勞工在工作時吸入或皮膚接觸有機溶劑，員工長期暴露在高度致癌風險之工作環境。另外，RCA桃園廠生產線勞工在廠區喝的飲水機是接地下水而非自來水，而外地受僱勞工住在廠外附近的員工宿舍，宿舍內使用的水也是地下水；因此員工洗澡或飲水皆容易大量暴露在高致癌性之有機溶劑。

### 受害症狀
1998年6月，台灣媒體報導，原RCA桃園廠員工及廠址附近居民罹患癌症或死亡。RCA在台灣設廠之期間，雇用員工高達2萬至3萬人。根據2001年統計，在RCA桃園廠工作多年的員工，至少已經有1,375人罹患癌症，包括乳癌、子宮頸癌、肝癌、大腸癌、鼻咽癌等各式惡性腫瘤，其中216人已過世。許多受害員工經由媒體報導才得知，原來自己罹癌與以前同事因癌症過世，皆源於RCA桃園廠土地被污染之故。
然而，裁判書中引用的WHO IARC目前為止的科學證據中，也只有三氯乙烯為一級致癌物，以及其對導致腎臟癌是有充分證據的狀況；其他成分的風險層級、以及與其他癌症的關聯，其實並沒有對應。特別是部分致癌物是廣泛存在的、且對應於多種癌症的狀況下，比如為一級致癌物，且為多種癌症有充分證據的菸、酒、B型肝炎病毒、C型肝炎病毒等。

### 法律救濟

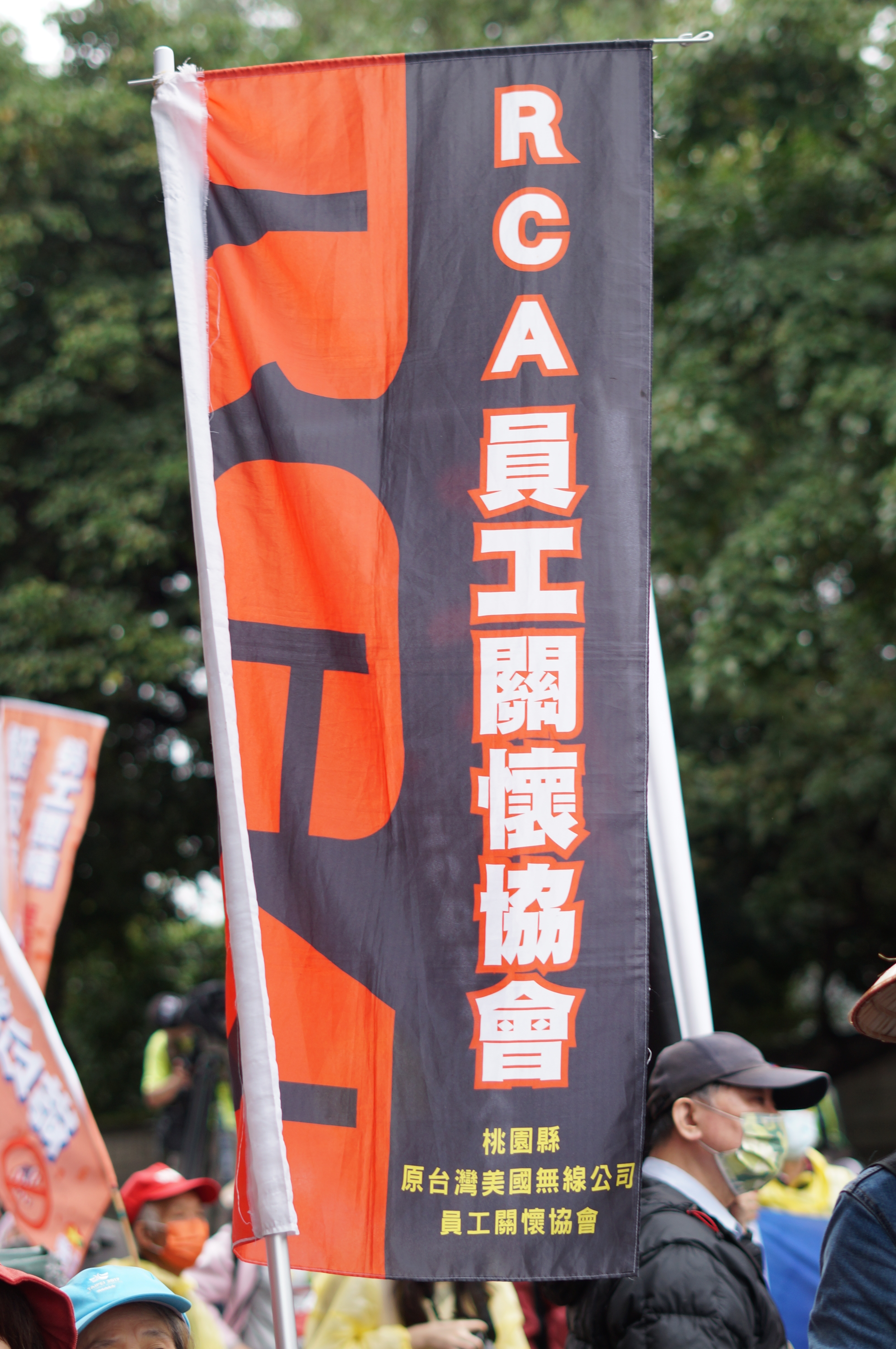
RCA員工關懷協會立幟

1998年7月，RCA桃園廠受害員工宣布籌組「RCA污染受害者自救會」，並打算對RCA提告求償；自救會籌備完成後，正式登記為「桃園縣原台灣美國無線電公司員工關懷協會」，簡稱「RCA員工關懷協會」，但對外行動仍簡稱「RCA員工自救會」。2001年5月，80位律師組成義務律師團。2002年7月，義務律師團向台北地方法院聲請假扣押RCA在台灣的資金，並查詢RCA在台灣的資金流向，但經濟部投資審議委員會以機密為由拒絕提供；義務律師團轉向國稅局調閱資料，發現RCA於2000年度的利息所得只剩美金33萬元，換算成本金只有新台幣1,000多萬元。2003年，RCA員工關懷協會解除對義務律師團的訴訟委任。
2004年4月23日，三十多名前RCA桃園廠員工與RCA桃園廠廠址附近居民到台北地檢署及台北地方法院提起團體訴訟，並請求民事賠償新台幣24億元。2005年3月24日，針對RCA員工關懷協會提起的此次團體訴訟，台北地方法院認為，RCA員工關懷協會未依法登記為「公益社團法人」，不具備團體訴訟的當事人資格，故將全案程序駁回。後來RCA員工關懷協會上訴中華民國最高法院，最高法院廢棄先前判決、發回臺灣高等法院，再由臺灣高等法院發回台北地方法院審理。

### 一審：台北地方法院
2007年，由法律扶助基金會、台北律師公會、民間司法改革基金會、台灣人權促進會及林永頌、魏千峰、李秉宏等多位律師共同籌組義務律師團，除以RCA為被告外，並將奇異公司及湯姆笙公司列為被告，透過法律訴訟爭取賠償。2009年11月11日，台北地方法院首次傳喚受害人出庭作證，RCA案正式進入訴訟程序，至2013年持續訴訟中。
2013年9月13日，台北地方法院再次開庭審理RCA桃園廠汙染案，汙染案受害者及家屬共同發表口述歷史書《拒絕被遺忘的聲音：RCA工殤口述史》並當庭交給法官；此書由RCA員工關懷協會與中華民國工作傷害受害人協會共同製作、行人文化實驗室出版（ISBN 978-9868965249），記載汙染案12位受害者的真實故事。

#### RCA員工關懷協會勝訴
2015年4月17日，台北地方法院一審宣判RCA員工關懷協會勝訴，RCA、湯姆笙公司須賠償新臺幣5億6,445萬元。而一審判決採納勞工方請求的原因，大致可歸納為三點。第一、民事訴訟上因果關係的舉證責任，原則上由原告負擔。但法官考量勞工跟RCA的知識與財力落差，加上本案相關資訊均位於RCA控制中，所以RCA所排放的污染與勞工的健康損害間有無因果關係，應由RCA負擔舉證責任證明勞工的傷害與RCA的汙染物無關。在分配完因果關係的舉證責任後，法院進一步強調，由於汙染物與疾病之間本來就有一定程度的不確定性，而本案呈現的科學證據已能證明汙染物與疾病有特定關聯，兩者顯然有因果關係。第二、法院在本案中延後了請求權時效的起算時間點。儘管RCA抗辯許多員工從離職到發病中間已相隔超過法定的十年時效，但法院仍認為，既然侵權行為的要件之一包含損害發生，自然必須從發病後開始起算時效才是合理的解釋方法；至於還沒有發病的勞工，也同樣受到健康風險上升的威脅，一樣可以在知悉RCA汙染事件後十年內向RCA求償。第三、因RCA已大幅脫產，縱使勞工勝訴也未必能獲得足額賠償，法院採計勞方律師的立場，認為RCA對勞工應負侵權行為的損害賠償責任；依照美國法院見解，RCA的控制公司如湯姆笙公司等，亦應該依據揭穿公司面紗原則對勞工負擔賠償責任，以避免這些控制公司透過公司制度逃避損害賠償責任。

### 二審：台灣高等法院
儘管台北地方法院一審判決RCA員工關懷協會勝訴，但由於RCA竹北廠勞工、以及部分在提起訴訟前即死亡的勞工仍未能獲得賠償，RCA員工關懷協會仍強調會上訴，繼續與RCA對簿公堂以爭取權利。

#### RCA員工關懷協會勝訴、賠償金額提升
2017年10月27日，台灣高等法院經兩年審理，宣判RCA等四家公司須連帶賠償486人，賠償金額增加到新台幣7億1,840萬元。

### 三審：最高法院
最高法院107年台上字第267號判決

### 更一審：台灣高等法院
107年度重上更一字第134號民事判決。

### 三審（第二次）：最高法院
110 年度台上字第 50 號民事判決。

## 相關
- 美國欣克利地下水污染（英语：Hinkley groundwater contamination）（6價铬，2000年電影）
- 2019年，台灣電影《盲人律師》在製作過程中參考此事件改編，但並未依史實改編，電影中也沒有使用真實的RCA公司名稱及人物姓名。
- 2001年，曾拍攝紀錄片《奇蹟背後》。

## 外部連結
- 《從空氣殺人事件談起》：RCA事件為台灣最大集體工傷案，有如真實版的《永不妥協》